# 昆欖樹雪盾介殼蟲
昆欖樹雪盾介殼蟲（学名：Chionaspis trochodendri）为盾介殼蟲科雪盾介殼蟲屬下的一个种。